# 屈布里莱法韦尔内
屈布里莱法韦尔内（法語：Cubry-lès-Faverney，法語發音：[kybʁi lɛ favɛʁnɛ]，意为“法韦尔内附近的屈布里”）是法国上索恩省的一个市镇，属于吕尔区。

## 地理
屈布里莱法韦尔内（47°48'40"N, 6°7'54"E）面积5.59 平方千米，位于法国勃艮第-弗朗什-孔泰大區上索恩省，该省份为法国东部内陆省份，北起顺时针与孚日省、贝尔福地区省、杜省、汝拉省、科多尔省和上马恩省接壤。
与屈布里莱法韦尔内接壤的市镇（或旧市镇、城区）包括：布吉尼翁莱孔夫朗、梅尔叙艾、圣雷米昂孔泰。

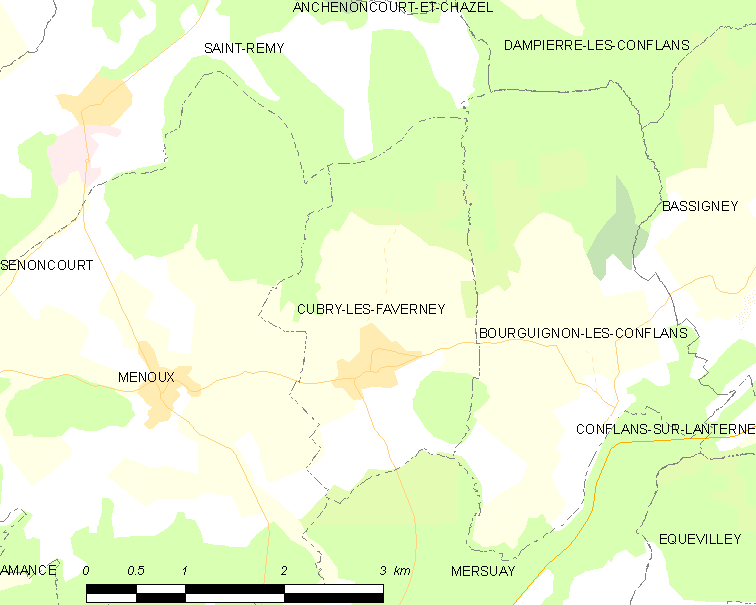
屈布里莱法韦尔内的OSM定位图

屈布里莱法韦尔内的时区为UTC+01:00、UTC+02:00（夏令时）。

## 行政
屈布里莱法韦尔内的邮政编码为70160，INSEE市镇编码为70190。

## 政治
屈布里莱法韦尔内所属的省级选区为索恩港县。

## 人口

1962-2008年间屈布里莱法韦尔内人口变化图示

屈布里莱法韦尔内于2022年1月1日时的人口数量为186人。